# Helophorus nubilus
Helophorus nubilus är en skalbaggsart som beskrevs av Fabricius 1777. Helophorus nubilus ingår i släktet Helophorus, och familjen halsrandbaggar. Enligt den finländska rödlistan är arten nära hotad i Finland. Arten är reproducerande i Sverige. Artens livsmiljö är torra gräsmarker.